# Antonio Di Natale
Antonio Di Natale (Napels, 13 oktober 1977) is een Italiaans voormalig betaald voetballer die doorgaans in de aanval speelde. Hij was actief van 1997 tot en met 2016, waarvan zes seizoenen voor Empoli en twaalf voor Udinese. Voor laatstgenoemde club speelde hij meer dan 400 wedstrijden en maakte hij meer dan 200 doelpunten. Di Natale was van 2002 tot en met 2012 international in het Italiaans voetbalelftal, waarvoor hij 42 interlands speelde en elf keer scoorde.

## Clubcarrière
Di Natale stroomde in 1997 door vanuit de jeugd van Empoli. Dat verhuurde hem eerst drie seizoenen aan ploegen in de Serie C, voor hij onderdeel werd van de eigen selectie. Di Natale speelde vervolgens drie jaar met Empoli in de Serie B en daarna nog twee in de Serie A. Na een degradatie aan het eind van het seizoen 2003/04 verliet hij de club.
Di Natale verruilde Empoli in juli 2004 voor Udinese. Hiervoor zou hij de rest van zijn carrière spelen. In deze periode kende hij pieken en dalen met de club. Nadat hij eerst nog met Udinese in de UEFA Champions League en de Europa League uitkwam, eindigden zijn ploeggenoten en hij in het seizoen 2009/10 maar drie plaatsen boven de degradatiestreep. Met 29 doelpunten werd Di Natale dat jaar niettemin topscorer van de Serie A. Hij verzorgde dat jaar in zijn eentje meer dan de helft van de productie van zijn totale team. Een seizoen later maakte hij er 28 en werd hij opnieuw topscorer van de Serie A. Mede door zijn doelpunten eindigde Udinese deze keer op de vierde plaats en stonden er het jaar daarna weer voorronden Champions League op het programma. Tijdens zijn laatste seizoen bij Udinese eindigden de ploeg en hij één punt boven degradant Carpi.

## Clubstatistieken
| Seizoen | Club                   | Competitie | Duels | Goals |
| ------- | ---------------------- | ---------- | ----- | ----- |
| 1996/97 | Empoli                 | Serie B    | 1     | 0     |
| 1997/98 | → Iperzola             | Serie D    | 33    | 6     |
| 1998/99 | → AS Varese 1910       | Serie B    | 4     | 0     |
| 1998/99 | → FC Esperia Viareggio | Serie C    | 25    | 12    |
| 1999/00 | Empoli                 | Serie B    | 25    | 6     |
| 2000/01 | Empoli                 | Serie B    | 35    | 9     |
| 2001/02 | Empoli                 | Serie B    | 38    | 15    |
| 2002/03 | Empoli                 | Serie A    | 27    | 12    |
| 2003/04 | Empoli                 | Serie A    | 33    | 5     |
| 2004/05 | Udinese                | Serie A    | 33    | 7     |
| 2005/06 | Udinese                | Serie A    | 34    | 9     |
| 2006/07 | Udinese                | Serie A    | 31    | 11    |
| 2007/08 | Udinese                | Serie A    | 36    | 17    |
| 2008/09 | Udinese                | Serie A    | 22    | 12    |
| 2009/10 | Udinese                | Serie A    | 35    | 29    |
| 2010/11 | Udinese                | Serie A    | 36    | 28    |
| 2011/12 | Udinese                | Serie A    | 36    | 23    |
| 2012/13 | Udinese                | Serie A    | 33    | 23    |
| 2013/14 | Udinese                | Serie A    | 32    | 17    |
| 2014/15 | Udinese                | Serie A    | 33    | 14    |
| 2015/16 | Udinese                | Serie A    | 23    | 2     |
|         |                        | Totaal     | 606   | 257   |

## Interlandcarrière
Di Natale debuteerde op 20 november 2002 onder bondscoach Giovanni Trapattoni in het Italiaans voetbalelftal, in een oefeninterland tegen Turkije (1–1). Zijn eerste interlanddoelpunt volgde op 18 februari 2004. Hij kopte toen de 2–1 binnen in een in 2–2 geëindigde oefeninterland tegen Tsjechië. Bondscoach Roberto Donadoni nam hem vier jaar later op in de Italiaanse selectie voor het EK 2008, zijn eerste eindtoernooi. Hierop kwam hij twee keer in actie.
Bondscoach Marcello Lippi nam Di Natale ook mee naar het WK 2010. Hierop speelde hij in alle drie de wedstrijden van de Italianen en scoorde hij in de derde groepswedstrijd tegen Slowakije. Italië verloor die met 3–2 en moest naar huis.
Di Natale nam onder leiding van bondscoach Cesare Prandelli met Italië deel aan het EK 2012 in Polen en Oekraïne. Hierop haalden de Italianen de finale. Ze verloren die met 4-0 van titelverdediger Spanje. Di Natale speelde vijf wedstrijden dit toernooi en scoorde in de eerste groepswedstrijd, ook tegen Spanje.

## Erelijst
Udinese Calcio
- Topscorer Serie A

2009/10 (29 goals)
2010/11 (28 goals)